# Alfredo Conti
Alfredo Conti (Cremona, 5 gennaio 1894 – 2 luglio 1978) è stato un avvocato e politico italiano.

## Biografia
Avvocato, impegnato in politica con Democrazia Cristiana. Nel luglio 1956 viene eletto Presidente della Provincia di Piacenza; rimane in carica fino al marzo 1958, quando si candida e viene eletto senatore per la DC nel collegio di Piacenza. Conferma il proprio seggio a Palazzo Madama anche alle elezioni politiche del 1963. Conclude il mandato parlamentare nel 1968.
Muore nel luglio 1978 all'età di 84 anni.